# Уезд Эльхниедерунг
Уезд Эльхниедрунг (нем. Landkreis Elchniedrung) — бывший уезд Восточной Пруссии, существовавший с 1818 по 1945 год.  

## География
Уезд был расположен на севере Восточной Пруссии и граничил на севере с уездом Хейдекруг, на северо-востоке с районом Тильзит, на востоке с уездом Рагнит, на юго-востоке с уездом Инстербург, на юге с уездом Лабиау и на западе с Куршским заливом. Большую часть площади занимала лосиная долина, в честь которой в 1938 году уезд был переименован. Гильгестром, устье реки Мемель, протекает через эту долину и впадает в Куршский залив недалеко от деревни Гильге к югу от границы уезда. В уезде было два больших лесных массива: лес Ибенхорстер на берегу Хаффа и лес Шнекенше на юге.
Несмотря на то, что город Тильзит расположен к востоку за пределами уезда, он был самым важным центральным местом в уезде. В самом уезде городов не было. Местопребыванием уездной администрации была община Хайнрихсвальде с населением около 3500 человек, что являлось самым большим местом в округе.

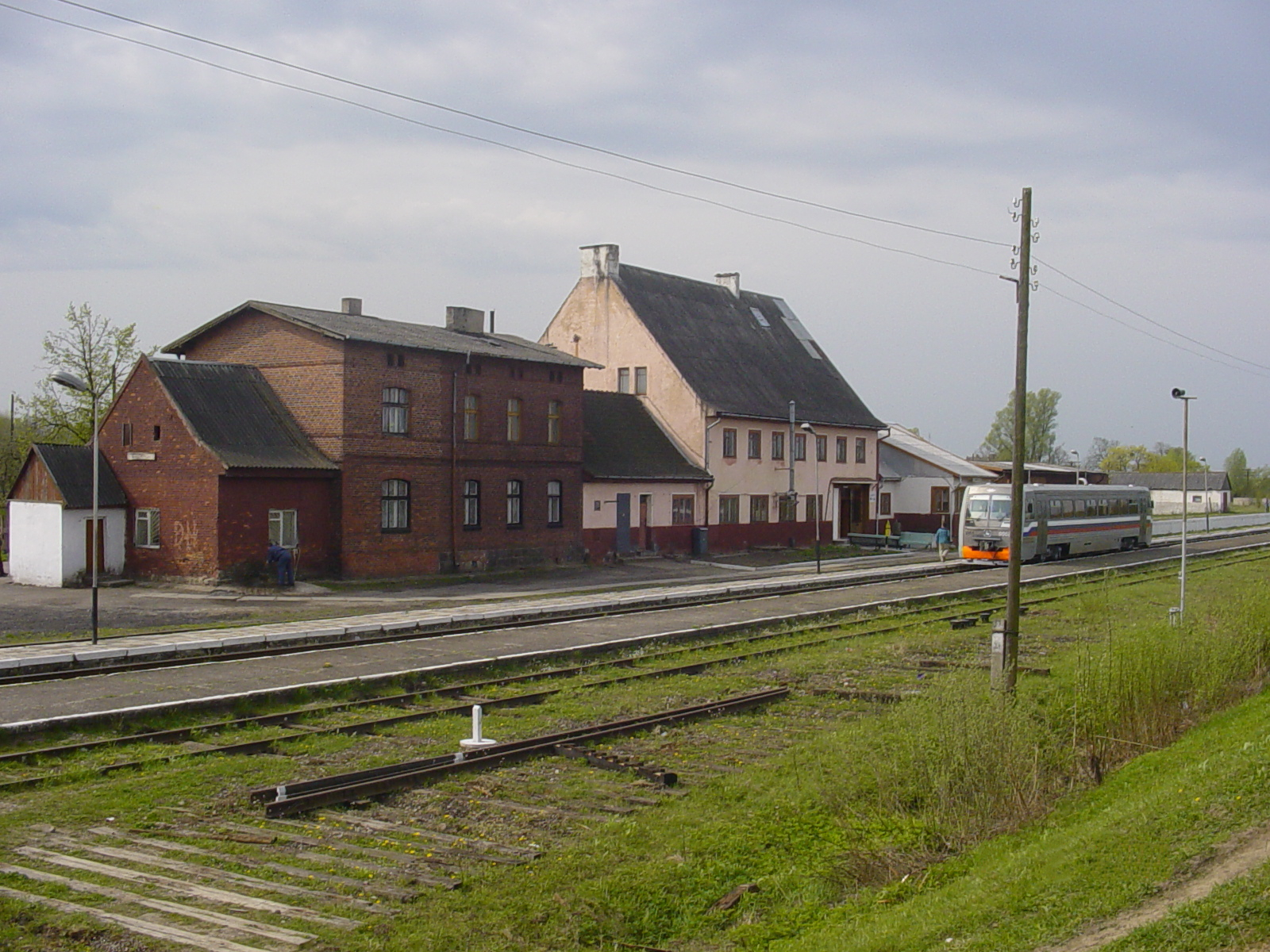
Железнодорожный вокзал Грос-Скайсгиррен (Кройцинген) (Железнодорожный вокзал в Большаково (бывший Кройцинген) в Калининградской области России. Фотография сделана во время поездки фанатов с дизельным двигателем, показанным справа.)

## Транспорт
Уезд был связан с железнодорожной сетью только в 1891 году линией Тильзит - Лабиау Прусских государственных железных дорог. На рубеже веков узкоколейные железные дороги дополнили железнодорожную сеть, особенно железную дорогу лосиной низменности, которая вела к Куршскому заливу и принадлежала станциям в Хайнрихсвальде, Вильгельмсбрухе и Грос-Скайсгиррене, среди других.
Рейхсштрассе 138 проходила через уезд, ведя прямо из Тильзита на юго-запад и заканчиваясь у Таплакена с Рейхштрассе 1 до Кенигсберга. Однако только крайний юго-восток уезда (Шиллкойен и Грос-Скайсгиррен) был открыт этой императорской дорогой и, таким образом, имел хорошее транспортное сообщение со столицей провинции.

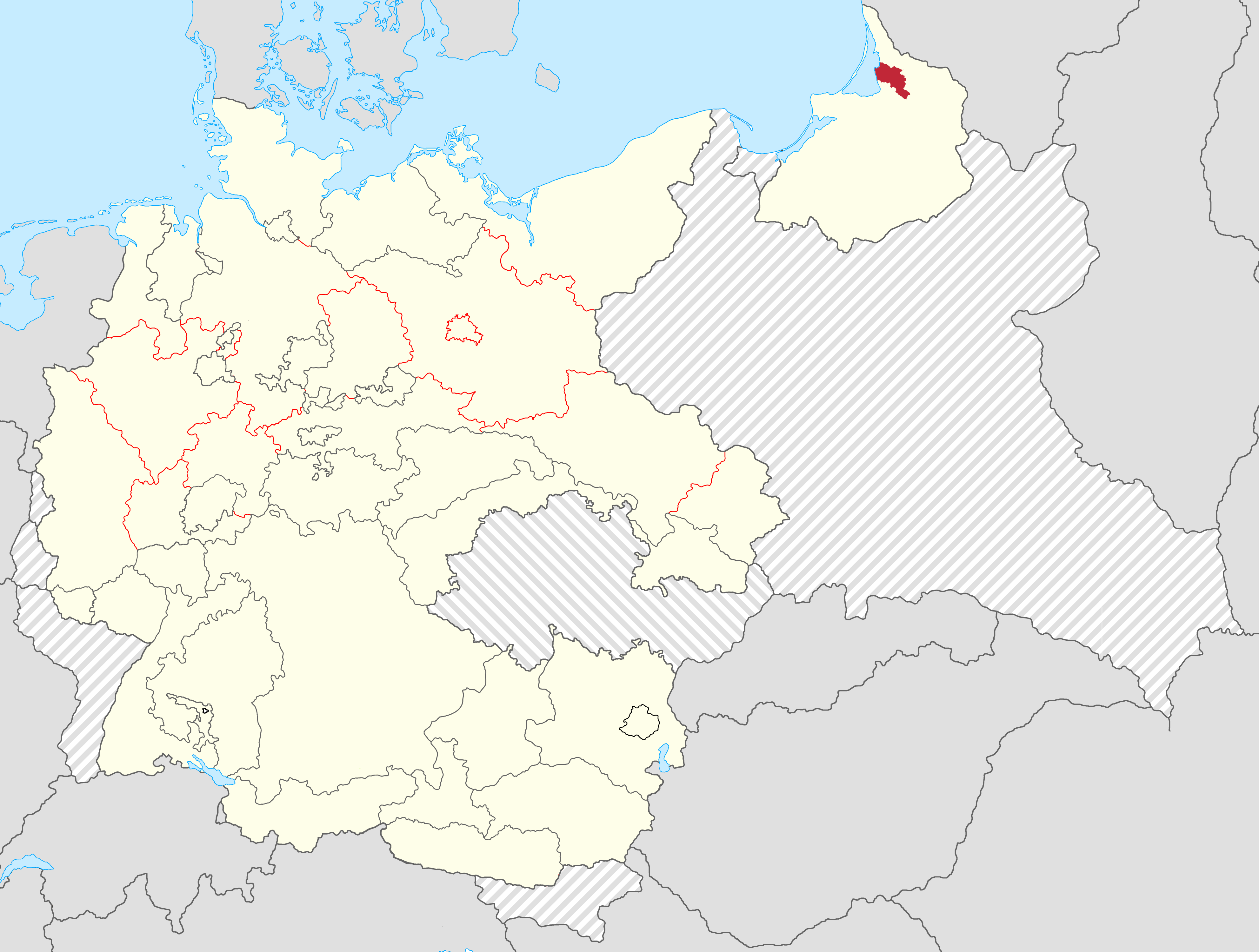
Расположение района Эльхниедрунг в Германии в 1944-45 г.

## История
В результате административных реформ в Пруссии после Венского конгресса 1 сентября 1818 года был основан уезд Нидерунг в административном районе Гумбиннен в Пруссии.
Сюда входили приходы:
1. Говартен,
2. Грос Фридрихсдорф,
3. Groß Skaisgirren (Кройцинген),
4. Хайнрихсвальд,
5. Инс,
6. Каллнингкен (Херденау),
7. Каркельн,
8. Жевание (нем. Kuckerneese),
9. Лаппиенен (Раутерскирх),
10. Нойкирх (фр. Joneykischken),
11. Покракен (Вайденау),
12. Шакухнен (нем. Schakendorf),
13. Зекенбург (фр. Groß Kryszahnen),
14. Скорн

Границы приходов и границ политических сообществ не всегда были идентичны. Например, Б. входит в состав волости Вайденау в Тильзитский район. Первоначально уездная администрация находилась в Каукемене, но позже переехала в Хайнрихсвальде. С 3 декабря 1829 года округ - после слияния прежних провинций Пруссии и Западной Пруссии - принадлежал новой провинции Пруссии с центром в Кенигсберге. После разделения провинции Пруссия на новые провинции Восточная Пруссия и Западная Пруссия 1 апреля 1878 года уезд Нидерунг стал частью Восточной Пруссии.
С вступлением в силу Версальского договора 10 января 1920 года уезд Нидерунг потерял сельские общины Гросс-Шилленинген, Хайнрихсфельде, Кляйн-Шилленинген, Лейтгиррен и усадебный район Перволлкишкен в районе Мемеля к северу от устья реки Мемель. Здесь сельские общины присоединились к уезду Хейдекруг, а усадебный район стал новым уездом Погеген. Южный остаток уезда Хайдекруг, который остался с Германским рейхом, временно управлялся Генрихсвальде. 1 июля 1922 года эти районы между Гильге и Руссом также были официально включены в состав уезда Нидерунг. Кроме того, уезд Нидерунг передал административные единицы Бретчнайдерн и Кельминен, а также сельские общины Пускеппелес (Gut Puskeppelies), Скроблиенен, Смаледумен и районы Блаусден и Пауперишкен в новый уезд Тильзит-Рагнит.
30 сентября 1929 года в уезд Нидерунг произошла региональная реформа, в соответствии с развитием остальной части Пруссии, в которой все ранее независимые мызные районы были распущены, за исключением пяти, и переданы соседним сельским общинам. 7 сентября 1938 года название уезда было изменено на Лосиная долина. С 1 января 1939 года уезд Эльхниедерунг получил название Ландкрейс в соответствии с теперь единым постановлением.
1 октября 1939 года общины Эльхвинкель и Скирвиет были переданы из района Эльхнидерунг в район Хайдекруг, который с 22 марта 1939 года снова входил в состав Восточной Пруссии.
12 октября 1944 года уезд Эльхнидерунг был очищен немецким населением и властями. Весной 1945 года он был оккупирован Красной Армией, а затем перешел под советское управление. Территория бывшего уезда в настоящее время находится преимущественно в Славском районе Калининградской области Российской Федерации. Северная оконечность муниципалитета Лейтгиряй находится в Клайпедском районе Литвы.

## Местная конституция

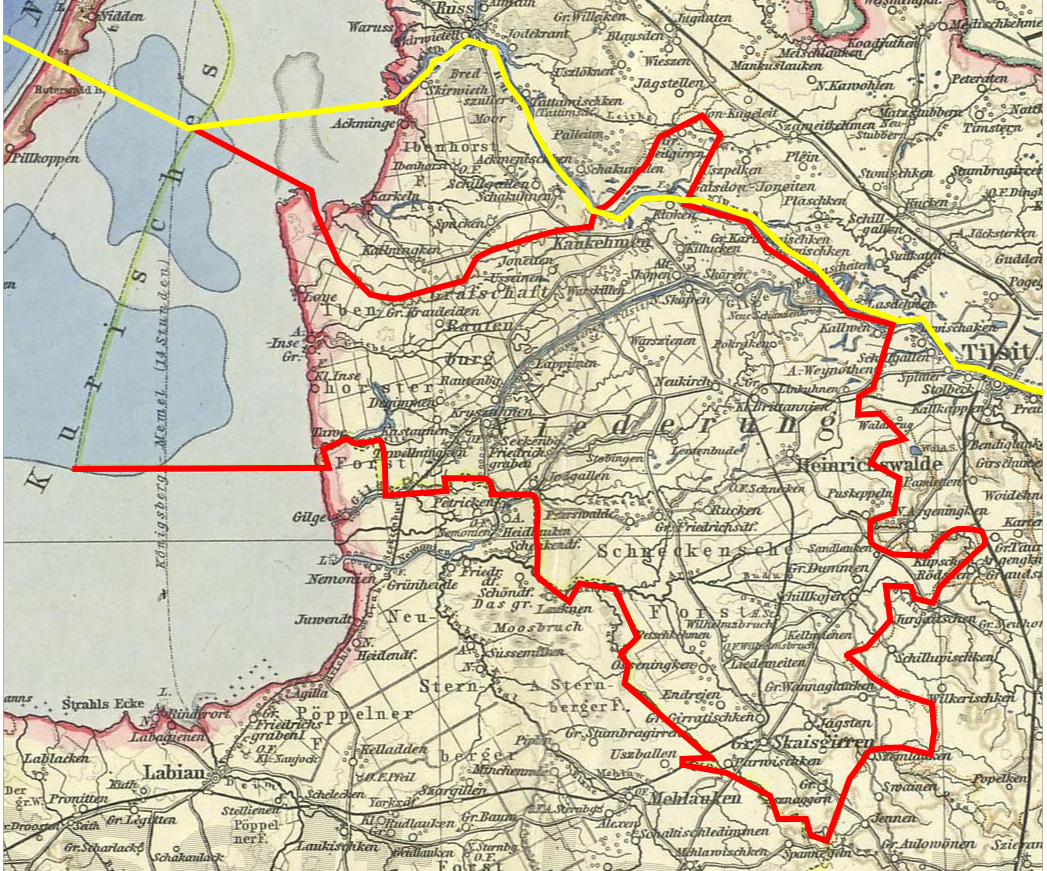
Район Нидерунг. Район граничит до 1920 года красным цветом, сегодняшняя литовско-российская граница желтым цветом. Это разграничение также соответствует границе северного округа после отделения Мемельского края в 1920 году.

Первоначально уезд Нидерунг был разделен на сельские общины, пока они не были почти полностью ликвидированы на самостоятельные мызные округа. С введением Закона о муниципальном устройстве Пруссии от 15 декабря 1933 года с 1 января 1934 года для всех муниципалитетов была принята единая муниципальная конституция. С введением в действие Муниципального кодекса Германии от 30 января 1935 года 1 апреля 1935 года вступило в силу муниципальное устройство, действующее в Германском рейхе, согласно которому былые сельские общины теперь назывались муниципалитетами. Они были сгруппированы по районам. Новая конституция округа больше не создавалась; Прусский окружной приказ о провинциях Восточная и Западная Пруссия, Бранденбург, Померания, Силезия и Саксония от 19 марта 1881 г. продолжал действовать.

## Географические названия
Многие топонимы в районе имеют балтийское происхождение. 3 июня 1938 г. - с официальным подтверждением от 16 июля 1938 г. - в районе Ангерапп (округ Даркемен до 1938 г.) при национал-социалистическом правительстве произошла серия переименований географических названий на основании приказа гауляйтера и верховного президента Восточной Пруссии.

## Веб-ссылки
1. http://www.elchnied.de/ Архивная копия от 29 декабря 2019 на Wayback Machine
2. Михаэль Радемахер: https://treemagic.org/rademacher/www.verwaltungsgeschichte.de/elchniederung.html Архивная копия от 31 января 2020 на Wayback Machine (Электронный материал для диссертации, Оснабрюк, 2006 г.).
3. https://www.gemeindeverzeichnis.de/gem1900/gem1900.htm?ostpreussen/niederung.htm Архивная копия от 19 октября 2021 на Wayback Machine